# アントニオ・ディアス・カルドーゾ
アントニオ・ディアス・カルドーゾ（1933年 - 2006年6月24日）とは、1975年にアンゴラ解放人民運動(MPLA)に参加するまでアンゴラ民主運動の党首を務めていた人物である。
カルドーゾはルアンダで生まれた。彼は1961年にPIDEによって逮捕され、カーボベルデに追放された。
彼はポルトガルで前立腺癌にて逝去した。彼は独立後MPLAの新聞『進歩』(Progresso)の編集者として働いた。彼は多くの本と詩の作者であり、Poemas de Circunstancia (1961)、Panfleto (1979)、Poemas da Cadeia (1979)、Economia Politica (1979)といった作品が挙げられる。